# Libertas Trogylos Basket 1986-1987
La stagione 1986-1987 della Libertas Trogylos Basket è stata la prima disputata in Serie A1 femminile.
Sponsorizzata dalla Polenghi, la società siracusana si è classificata al quarto posto nella massima serie ed è stata eliminata ai quarti dei play-off da Sesto San Giovanni. Ha inoltre partecipato alla Coppa Ronchetti, da cui è stata eliminata agli ottavi di finale.

## Verdetti stagionali
Competizioni nazionali
- Serie A1:

stagione regolare: 4º posto su 16 squadre (19-11);
play-off: eliminata nei quarti da Sesto San Giovanni (1-1).
Competizioni internazionali
- Coppa Ronchetti:

eliminata agli ottavi di finale (3-1).

## Roster
| Polenghi Priolo 1986-1987 | Polenghi Priolo 1986-1987 |
| Giocatori                 | Staff tecnico             |
| ------------------------- | ------------------------- |

| N. | Naz.                   | Ruolo | Nome              | Anno | Alt.   | Peso |  |
| -- | ---------------------- | ----- | ----------------- | ---- | ------ | ---- |  |
|    | Italia (bandiera)      | G     | Sofia Vinci (C)   | 1966 | 174 cm |      |  |
|    | Italia (bandiera)      | C     | Pina Tufano       | 1965 | 201 cm |      |  |
|    | Italia (bandiera)      | AC    | Giulia Pazienza   | 1962 | 182 cm |      |  |
|    | Italia (bandiera)      | GA    | Annarita Anellino | 1963 | 180 cm |      |  |
|    | Italia (bandiera)      | P     | Cristina Bertato  | 1965 | 170 cm |      |  |
|    | Italia (bandiera)      | P     | Roberta Gitani    | 1963 | 160 cm |      |  |
|    | Italia (bandiera)      | P     | Eleonora Palmas   | 1966 | 174 cm |      |  |
|    | Italia (bandiera)      | AC    | Floriana Garuccio | 1964 | 180 cm |      |  |
|    | Italia (bandiera)      | C     | Paola Dal Corso   | 1967 | 188 cm |      |  |
|    | Italia (bandiera)      | AC    | Elena Ingargiola  | 1970 | 185 cm |      |  |
|    | Stati Uniti (bandiera) | AC    | Regina Street     | 1962 | 194 cm |      |  |
|    | Italia (bandiera)      |       | Cavallaro         |      |        |      |  |
|    | Italia (bandiera)      | G     | Mara Nimis        | 1969 | 170 cm |      |  |
|    | Stati Uniti (bandiera) |       | Sandra Murray     |      |        |      |  |
|    | Italia (bandiera)      |       | Sandra Gavagnin   |      |        |      |  |

| Allenatore                                    |
| - Santo Coppa                                 |
| Assistente/i                                  |
| - Bruno Dipietrantonio Legenda - (C) Capitano |

## Statistiche
| Giocatrice        | Campionato | Campionato | Coppa | Coppa | Totale | Totale |
| Giocatrice        | PG         | PTI        | PG    | PTI   | PG     | PTI    |
| ----------------- | ---------- | ---------- | ----- | ----- | ------ | ------ |
| Street Regina     | 32         | 673        | 4     | 87    | 36     | 760    |
| Vinci Sofia       | 32         | 361        | 4     | 49    | 36     | 410    |
| Tufano Giuseppina | 32         | 360        | 4     | 46    | 36     | 406    |
| Garuccio Floriana | 32         | 332        | 4     | 37    | 36     | 369    |
| Pazienza Giulia   | 31         | 169        | 4     | 61    | 35     | 230    |
| Gitani Roberta    | 32         | 161        | 3     | 17    | 35     | 178    |
| Anellino Annarita | 32         | 135        | 2     | 16    | 34     | 151    |
| Palmas Eleonora   | 32         | 111        | 4     | 45    | 36     | 156    |
| Bertato Cristina  | 31         | 50         | 3     | 4     | 34     | 54     |
| Dal Corso Paola   | 31         | 21         | 1     | 8     | 32     | 29     |
| Cavallaro         | 1          | 0          | 0     | 0     | 1      | 0      |
| Nimis Mara        | 1          | 0          | 0     | 0     | 1      | 0      |
| Murray Sandra     | 0          | 0          | 3     | 29    | 3      | 29     |
| Ingargiola Elena  | 0          | 0          | 1     | 2     | 1      | 2      |
| Gavagnin Sandra   | 0          | 0          | 0     | 0     | 0      | 0      |